# Циннер, Поль
Поль Циннер (нем. Paul Czinner; 30 мая 1890, Будапешт — 22 июня 1972, Лондон) — писатель, режиссёр и продюсер еврейского происхождения.

## Биография
Поль Циннер родился в Будапеште, Австро-Венгрия. Изучал литературу и философию в Венском университете. Некоторое время занимался журналистикой. С 1919 года начал работать в области киноиндустирии в качестве режиссёра, продюсера и сценариста. В 1924 году он предложил главную роль в своем фильме «Ню» Элизабет Бергнер. Они стали партнёрами, а после начала преследования евреев в нацистской Германии, вместе бежали из Вены в Лондон, где поженились. Несмотря на подозрения Циннера в гомосексуализме, союз оказался удачным. В 1940 году пара эмигрировала в США, где Циннер работал на Бродвее. После окончания Второй мировой войны Циннер и супругой вернулся в Англию, где Циннер снял ряд фильмов — опер.
Поль Циннер умер 22 июня 1972 года в Лондоне в возрасте 82 лет.

## Фильмография
- 1919 — Homo immanis
- 1919 — Inferno
- 1929 — Фройляйн Эльза / Fräulein Else
- 1932 — Мело / Mélo
- 1934 — Возвышение Екатерины Великой / The Rise of Catherine the Great
- 1936 — Как вам это понравится / As you like it
- 1966 — Ромео и Джульетта / Romeo and Juliet (фильм - балет)